# Grand Prix automobile des États-Unis 1967
GP précédent GP suivant
Le Grand Prix des États-Unis 1967 (Xth United States Grand Prix), disputé sur le circuit de Watkins Glen le 1er octobre 1967, est la cent-soixantième  épreuve du championnat du monde de Formule 1 courue depuis 1950 et la dixième manche du championnat 1967.

## Contexte avant la course

### Le championnat du monde
Depuis la saison précédente, la Formule 1 a adopté la réglementation trois litres pour les monoplaces à moteur atmosphérique, avec également possibilité d'utilisation de moteurs suralimentés, un coefficient deux étant alors appliqué pour la cylindrée (soit un maximum de 1 500 cm3 en cas d'utilisation d'un compresseur volumétrique ou d'un turbocompresseur). La réglementation s'appuie sur les points suivants :
- pas de cylindrée minimale
- cylindrée maximale : 3 000 cm3 si moteur atmosphérique ou 1 500 cm3 si moteur suralimenté
- poids minimal : 500 kg (à sec)
- roues non carénées
- double circuit de freinage obligatoire
- arceau de sécurité obligatoire (le haut du cerceau devant dépasser le casque du pilote)
- démarreur de bord obligatoire
- carburant commercial obligatoire
- ravitaillement en huile interdit durant la course
- distance minimale d'un Grand Prix : 300 km
- distance maximale d'un Grand Prix : 400 km
- distance minimale pour être classé : 90% de la distance parcourue par le vainqueur

Bien que techniquement supérieures à leurs rivales, les Lotus 49 à moteur V8 Ford-Cosworth ne se sont imposées qu'à deux reprises cette saison et c'est une nouvelle fois un pilote de l'équipe Brabham qui coiffera la couronne mondiale. Celle-ci se jouera entre le champion actuel, Jack Brabham (vainqueur en France et au Canada), et son coéquipier Denny Hulme (victorieux à Monaco et en Allemagne), ce dernier possédant trois points d'avance sur son patron alors que deux courses restent à disputer. À bien des reprises, Jim Clark et Graham Hill ont dû renoncer alors que la victoire était en vue, leurs Lotus se révélant trop fragiles. Une victoire de Hulme aux États-Unis lui assurerait définitivement le titre 1967, quel que soit le résultat de Brabham.

### Le circuit

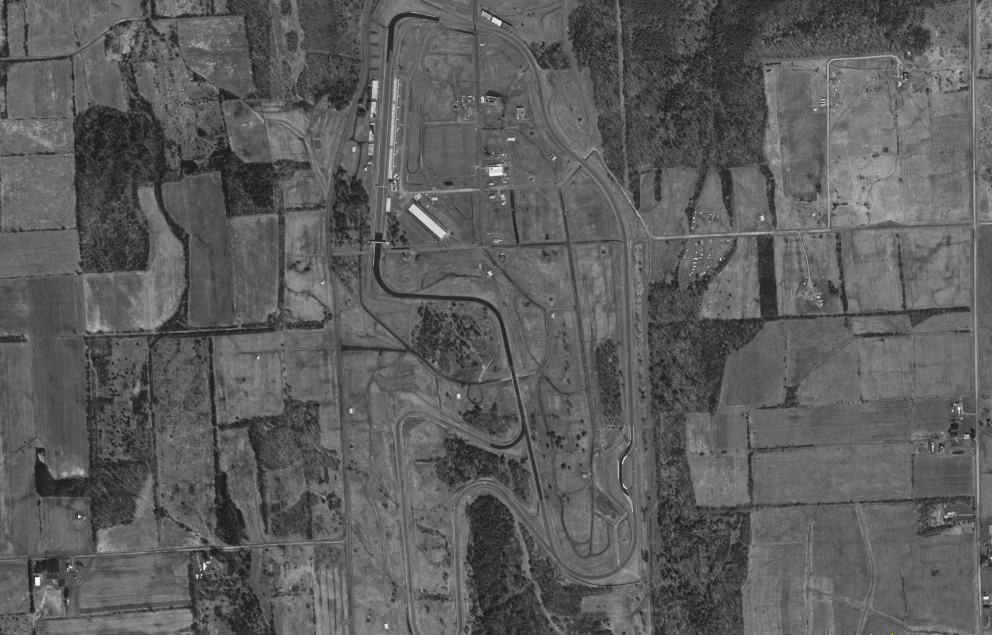
Vue aérienne du circuit de Watkins Glen, quelques kilomètres au sud du lac Seneca.

Tracé au sud du lac Seneca à l'initiative d'un passionné de sport automobile, l'avocat Cameron Argetsinger, le circuit permanent de Watkins Glen a été inauguré en 1956 par une course de voitures de sport organisée par le SCCA. Tout d'abord théâtre de courses nationales, il prend une dimension internationale dès 1961, succédant au circuit de Riverside pour l'organisation du Grand Prix des États-Unis. Apprécié des pilotes et du public pour son cadre, son tracé sélectif et ses installations modernes, le «Glen» a conservé l'exclusivité de l'organisation de la manche américaine du championnat du monde. Tous les ans s'y déroulent également les 6 Heures de Watkins Glen, épreuve d'endurance. Lors du Grand Prix des États-Unis 1966, John Surtees avait bouclé un tour à 191,2 km/h de moyenne au volant de sa Cooper, établissant un nouveau record de la piste.

## Monoplaces en lice
- Brabham BT24 "Usine"

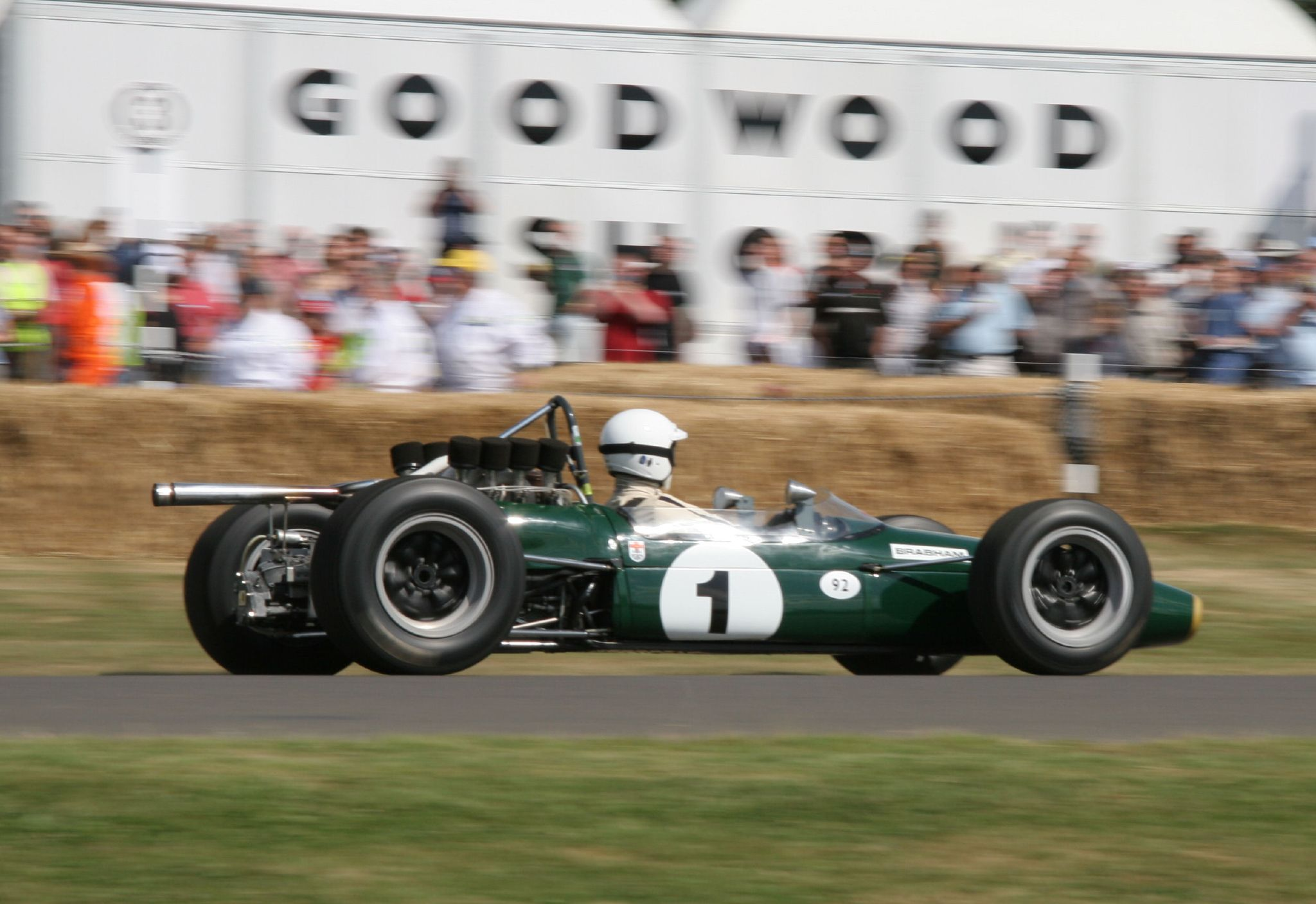
Une Brabham BT24 à moteur V8 Repco lors d'une course historique.

Jack Brabham et Denny Hulme disposent de leurs habituelles BT24 à moteur V8 Repco. Dérivées de la BT23 de Formule 2, les BT24 ont une structure multitubulaire. Leur V8 est issu d'un bloc Oldsmobile F85, à deux simples arbres à cames en tête. Alimenté par un système d'injection mécanique Lucas, il développe 330 chevaux à 8000 tr/min. La transmission est assurée par une boîte de vitesses Hewland DG300 à cinq rapports. Ces voitures pèsent 510 kg à vide et sont chaussées de pneus Goodyear.
- Brabham BT20 privée

Guy Ligier s'aligne sur l'ancienne BT20 de Denny Hulme, rachetée à Brabham quelques mois auparavant. Elle est équipée d'une des premières versions du V8 Repco, développant 285 chevaux. La BT20 pèse 570 kg et utilise des pneus Firestone.
- Ferrari 312 "Usine"

Chris Amon est une nouvelle fois seul à défendre les couleurs de la Scuderia Ferrari. Comme en Italie, il pilotera la nouvelle version allégée à 510 kg de la 312/67, à structure monocoque et moteur V12 48 soupapes alimenté par injection indirecte Lucas, d'une puissance de 405 chevaux à 10200 tr/min. Une version plus ancienne (550 kg, moteur 36 soupapes de 390 chevaux) fait office de mulet. Ferrari utilise des pneus Firestone.
- Cooper T81B & T86 "Usine"

Le constructeur de Surbiton engage une T86 pour Jochen Rindt, le pilote autrichien étant de nouveau secondé par Jacky Ickx en remplacement de Pedro Rodríguez, pas encore totalement rétabli de son accident d'circuit d'Enna-Pergusa ; le jeune espoir belge disposera quant à lui du précédent modèle T81B. Ces deux monoplaces à structure monocoque sont dotées de la même mécanique : moteur V12 Maserati à quatre arbres à cames en tête, 36 soupapes et double allumage, d'une puissance de l'ordre de 380 chevaux à 10000 tr/min, et d'une boîte de vitesses Hewland à cinq rapports. La T86 pèse 550 kg à vide, 30 de moins que la T81B. Ces voitures sont équipées de pneus Firestone.
- Cooper T81 privées

Le Rob Walker Racing Team a engagé sa T81 de 1966 à moteur V12 Maserati à double allumage et 24 soupapes, d'une puissance de 360 chevaux à 9000 tr/min. Elle est aux mains de Joseph Siffert. Joakim Bonnier pilote sa T81 personnelle, dotée d'une version plus ancienne du V12 (simple allumage, 330 chevaux). Tous deux utilisent des pneus Firestone. Les T81 pèsent 605 kg à vide.
- BRM P83 & P115 "Usine"

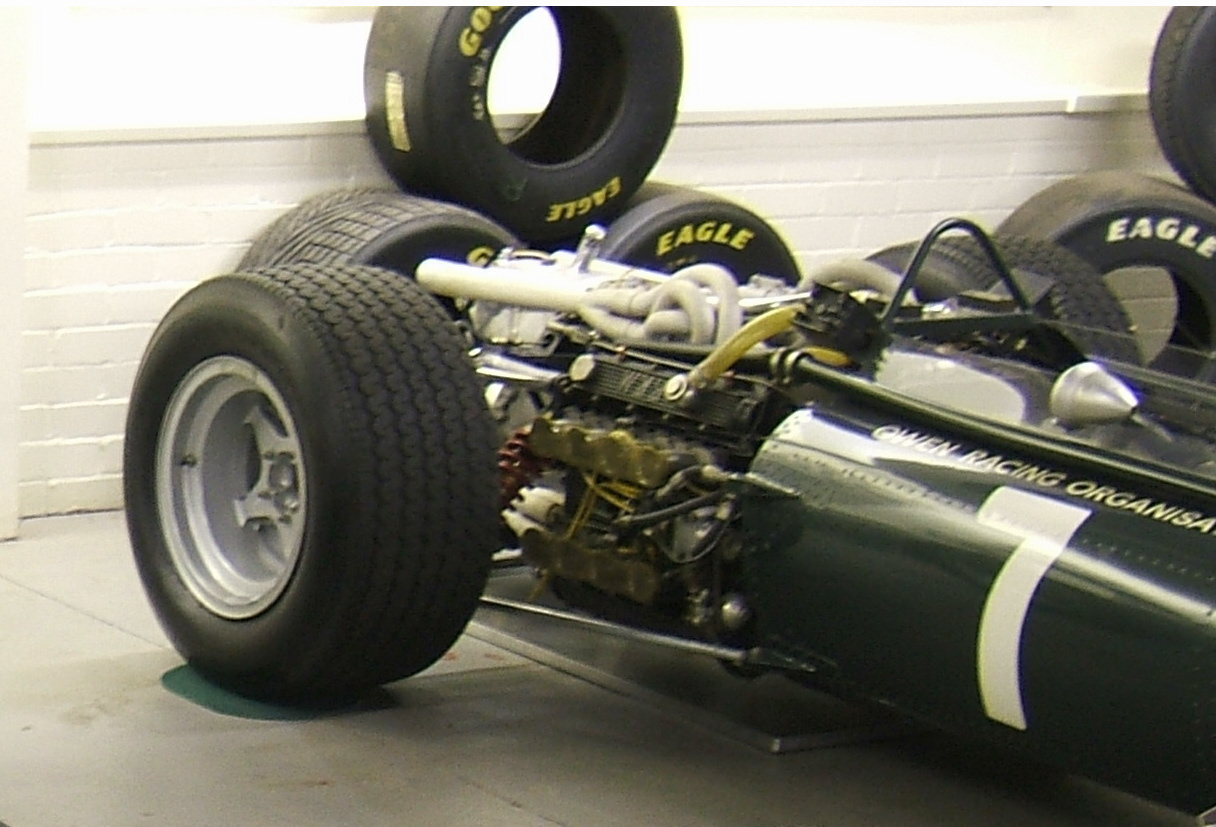
Le moteur 16 cylindres de la BRM P83.

Jackie Stewart dispose de l'unique P115 construite, son coéquipier Mike Spence s'alignant sur une P83 de l'année précédente. Les deux voitures, à structure monocoque, sont équipées d'un moteur à 16 cylindres en H et d'une boîte six vitesses. La puissance maximale est de 400 chevaux à 10000 tr/min. La P115 pèse 665 kg à vide, contre 700 pour la P83. Les BRM utilisent des pneus Goodyear.
- BRM P83 privée

Le Reg Parnell Racing aligne une P83, en tout point identique à celle de Spence, pour Chris Irwin.
- Lotus 49 "Usine"

Le Team Lotus a engagé trois 49, l'habituelle voiture de réserve étant cette fois aux mains de Moisés Solana, qui épaulera Jim Clark et Graham Hill. Ces monoplaces se distinguent techniquement par leur châssis monocoque réduit à la partie avant et au cockpit, le moteur, boulonné à l'arrière de la coque, supportant le train arrière. Très compact, ce V8, développé par Cosworth en partenariat avec Ford, ne pèse que 168 kg, embrayage et accessoires inclus. Doté de deux doubles arbres à cames en tête et de 48 soupapes, il est alimenté par injection indirecte Lucas et délivre 400 chevaux à 9000 tr/min. La transmission est assurée par une boîte cinq vitesses ZF. Les Lotus 49 sont les plus légères des voitures en lice, leurs poids à vide frisant le seuil minimal de 500 kg. Elles sont chaussées de pneus Firestone.
- Eagle T1G "Usine"

Les casses de moteur survenues à Monza ont contraint Dan Gurney à amener une seule Eagle T1G, alors que la présence d'un de ses compatriotes au volant d'une deuxième voiture avait été envisagée. Le pilote-constructeur dispose du dernier modèle construit, avec coque à base de titane et de magnésium. Son V12 Weslake à double arbre à cames en tête et 48 soupapes développe 410 chevaux à 10000 tr/min. Pesant 525 kg à vide, l'Eagle de Gurney est chaussée de pneus Goodyear. Inscrit sur l'ancienne T1F de Gurney, équipée d'un moteur quatre cylindres Climax FPF de 2,7 litres, le Canadien Al Pease a finalement déclaré forfait.
- Honda RA300 "Usine"

John Surtees s'aligne sur la RA300 qui lui a valu la victoire au dernier Grand Prix d'Italie. Conçue, pour le partie châssis, en collaboration avec l'usine Lola de Slough, cette monoplace à structure monocoque s'inspire de la Lola T90 victorieuse à Indianapolis l'année précédente aux mains de Graham Hill. Son moteur V12 Honda est posé sur un cadre tubulaire fixé à l'arrière du cockpit. Depuis Monza, les bras de suspension ont été renforcés, pour éviter tout risque d'affaissement. Le V12 à doubles arbres à cames en tête et distribution à quatre soupapes par cylindre fournit 400 chevaux à 10500 tr/min. La RA300 pèse 600 kg à vide et utilise des pneus Firestone.
- McLaren M5A "Usine"

La M5A de Bruce McLaren est équipée d'un V12 BRM totalement reconditionné, après la casse subie à Monza. Alimenté par injection indirecte Lucas et doté d'une distribution à quatre arbres à cames en tête, il développe 380 chevaux à 9500 tr/min. Le châssis monocoque de la M5A est d'une conception identique à celui de la M4A de Formule 2. Équipée d'une boîte «cinq» Hewland, la voiture pèse 535 kg à vide. Elle est chaussée de pneus Goodyear.
- Matra MS7 "Usine"

Le programme 1968 de Matra Sports étant tourné vers la Formule 1, l'équipe française met à profit les deux derniers Grands prix pour parfaire son expérience dans la discipline et a engagé une MS7 de Formule 2, dont la coque a été lestée pour atteindre le poids minimal de 500 kg. Son moteur quatre cylindres Cosworth FVA, d'une cylindrée de 1594 cm3, est alimenté par injection mécanique Lucas ; la puissance maximale est de l'ordre de 230 chevaux à 9500 tr/min. Elle est confiée à Jean-Pierre Beltoise, qui utilisera des pneus Goodyear.

## Coureurs inscrits
| no | Pilote               | Écurie                      | Constructeur | Modèle                  | N° châssis      | Moteur                                | Pneumatiques |
| -- | -------------------- | --------------------------- | ------------ | ----------------------- | --------------- | ------------------------------------- | ------------ |
| 1  | Jack Brabham         | Brabham Racing Organisation | Brabham      | Brabham BT24            | BT24/1          | Repco 740 V8                          | G            |
| 2  | Denny Hulme          | Brabham Racing Organisation | Brabham      | Brabham BT24            | BT24/2          | Repco 740 V8                          | G            |
| 3  | John Surtees         | Honda R&D Company           | Honda        | Honda RA300             | RA300/1         | Honda RA273E V12                      | F            |
| 4  | Jochen Rindt         | Cooper Car Company          | Cooper       | Cooper T86 Cooper T81 B | F1-2-67 F1-1-67 | Maserati 10/F1 V12 Maserati 10/F1 V12 | F            |
| 5  | Jim Clark            | Team Lotus                  | Lotus        | Lotus 49                | 49 R2           | Ford Cosworth DFV V8                  | F            |
| 6  | Graham Hill          | Team Lotus                  | Lotus        | Lotus 49                | 49 R3           | Ford Cosworth DFV V8                  | F            |
| 7  | Jackie Stewart       | Owen Racing Organisation    | BRM          | BRM P115                | 1151            | BRM P75 H16                           | G            |
| 8  | Mike Spence          | Owen Racing Organisation    | BRM          | BRM P83                 | 8302            | BRM P75 H16                           | G            |
| 9  | Chris Amon           | SpA Ferrari SEFAC           | Ferrari      | Ferrari 312/67          | 312/0007        | Ferrari 242 V12                       | F            |
| 9T | Chris Amon           | SpA Ferrari SEFAC           | Ferrari      | Ferrari 312/67          | 312/0005        | Ferrari 242 V12                       | F            |
| 11 | Dan Gurney           | Anglo-American Racers       | Eagle        | Eagle T1G               | 104             | Weslake 58 V12                        | G            |
| 14 | Bruce McLaren        | Bruce McLaren Motor Racing  | McLaren      | McLaren M5A             | M5A/1           | BRM P101 V12                          | G            |
| 15 | Joseph Siffert       | Rob Walker/Jack Durlacher   | Cooper       | Cooper T81              | F1-2-66         | Maserati 9/F1 V12                     | F            |
| 16 | Joakim Bonnier       | Joakim Bonnier Racing Team  | Cooper       | Cooper T81              | F1-5-66         | Maserati 9/F1 V12                     | F            |
| 17 | Chris Irwin          | Reg Parnell Racing          | BRM          | BRM P83                 | 8303            | BRM P75 H16                           | G            |
| 18 | Moisés Solana        | Team Lotus                  | Lotus        | Lotus 49                | 49 R1           | Ford Cosworth DFV V8                  | F            |
| 19 | Guy Ligier           | Privé                       | Brabham      | Brabham BT20            | F1-2-66         | Repco 620 V8                          | F            |
| 21 | Jacky Ickx           | Cooper Car Company          | Cooper       | Cooper T81 B Cooper T86 | F1-1-67 F1-2-67 | Maserati 10/F1 V12 Maserati 10/F1 V12 | F            |
| 22 | Jean-Pierre Beltoise | Matra Sports                | Matra        | Matra MS7               | MS7/1           | Ford Cosworth FVA L4                  | G            |
| 30 | Al Pease             | Castrol Oils Limited        | Eagle        | Eagle T1F               | 101             | Coventry Climax FPF L4                | G            |

- La lettre T accolée au numéro désigne la voiture de réserve («Test car», en anglais).

## Qualifications
Deux séances qualificatives de quatre heures chacune sont prévues, les vendredi et samedi après-midi précédant la course.

### Première séance qualificative - vendredi 29 septembre
La séance du vendredi midi commence sous un épais brouillard ; la piste est humide et la visibilité réduite à une vingtaine de mètres. Dans ces conditions, peu de pilotes prennent la piste durant la première heure, au terme de laquelle la meilleure performance est à mettre à l'actif de Joakim Bonnier, sur Cooper, à seulement 162,5 km/h de moyenne, bien loin des 195 km/h atteints par Jack Brabham lors des essais de 1966. Le ciel se dégage ensuite peu à peu et la piste commence à sécher. Cependant la plupart des pilotes attendront une heure de plus avant de trouver une visibilité correcte. Utilisant la Lotus de son coéquipier occasionnel Moisés Solana, Jim Clark est le premier à établir un temps de référence, accomplissant un tour à plus de 194 km/h de moyenne. Denny Hulme réalise également une série de tours rapides et, au volant de sa Brabham, va se montrer deux dixièmes de secondes plus rapide que l'Écossais. Celui-ci repart sur sa propre monoplace, équipée de pneus «pluie», et améliore sensiblement son temps, avant de passer aux pneus pour piste sèche et de fixer la barre à 197,4 km/h. Graham Hill confirme le niveau de performance des Lotus et s'approche bientôt des temps de son compagnons d'écurie. Une bielle du V12 Maserati passe à travers le carter au moment où Jochen Rindt prenait le volant de sa Cooper et le pilote autrichien va dès lors utiliser la voiture de Jacky Ickx. Il cassera également une bielle avant la fin de la session et les mécaniciens de l'équipe se retrouvent avec deux moteurs à changer ! Jack Brabham est encore moins bien loti, ayant «descendu» une soupape de son V8 Repco avant d'avoir effectué le moindre tour lancé. Les pilotes Lotus tournent de plus en plus vite, Clark établissant le meilleur chrono, à 199,5 km/h de moyenne, devançant de trois dixièmes de seconde son partenaire. Leurs adversaires sont loin derrière, Bruce McLaren et Denny Hulme, respectivement troisième et quatrième, étant à une seconde de Hill. Ils devancent Chris Amon (Ferrari) et John Surtees (Honda). Sur la Cooper de Rob Walker, Joseph Siffert a réalisé une belle performance, obtenant le huitième temps juste derrière la Cooper d'usine de Rindt.

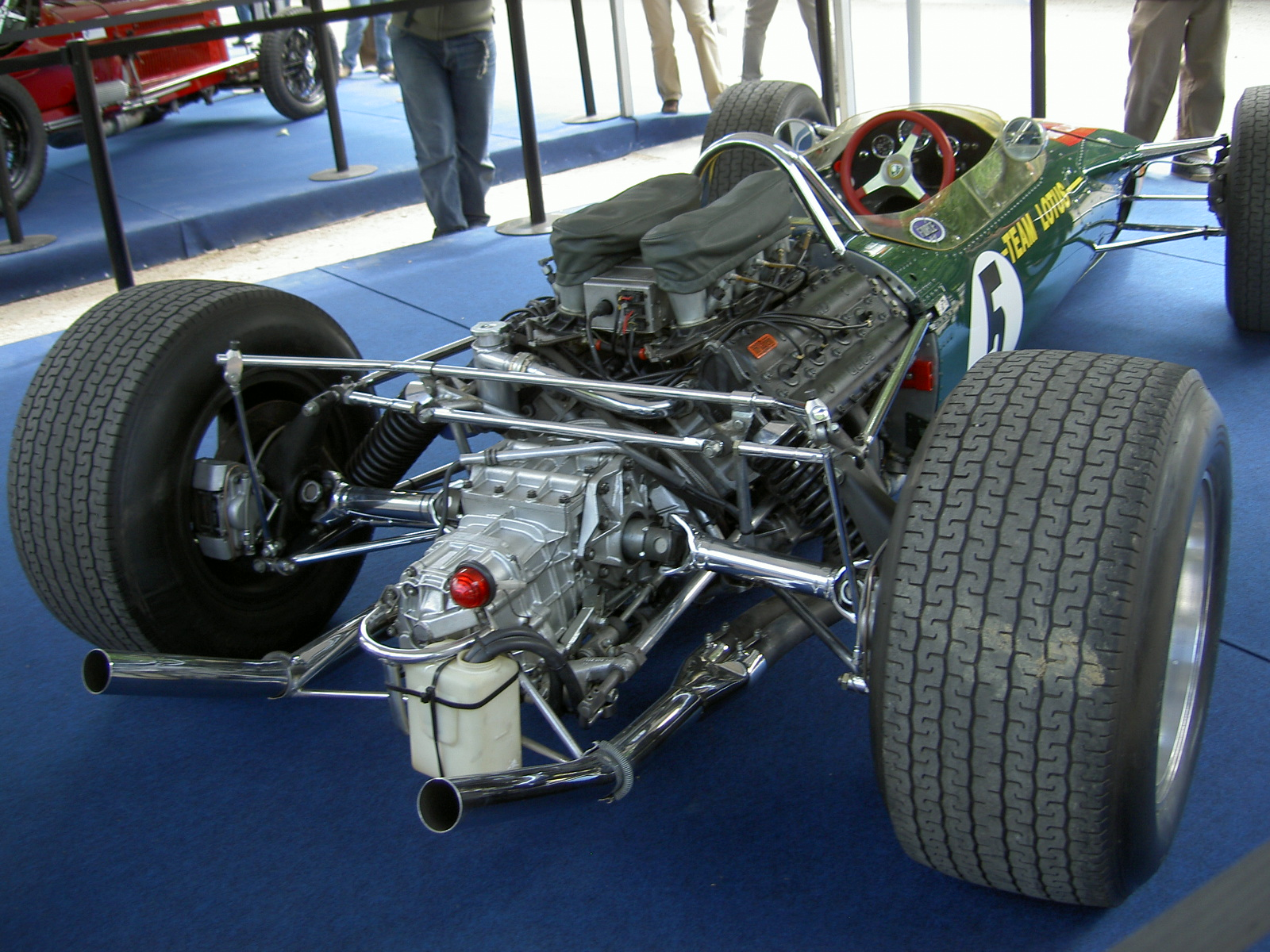
Les Lotus 49 ont très nettement dominé la première séance d'essais.

| Pos. | Pilote               | Écurie          | Temps         | Écart     |
| ---- | -------------------- | --------------- | ------------- | --------- |
| 1    | Jim Clark            | Lotus-Ford      | 1 min 06 s 80 |           |
| 2    | Graham Hill          | Lotus-Ford      | 1 min 07 s 09 | + 0 s 29  |
| 3    | Bruce McLaren        | McLaren-BRM     | 1 min 08 s 05 | + 1 s 25  |
| 4    | Denny Hulme          | Brabham-Repco   | 1 min 08 s 09 | + 1 s 29  |
| 5    | Chris Amon           | Ferrari         | 1 min 08 s 31 | + 1 s 51  |
| 6    | John Surtees         | Honda           | 1 min 08 s 65 | + 1 s 85  |
| 7    | Jochen Rindt         | Cooper-Maserati | 1 min 09 s 16 | + 2 s 36  |
| 8    | Joseph Siffert       | Cooper-Maserati | 1 min 09 s 35 | + 2 s 55  |
| 9    | Dan Gurney           | Eagle-Weslake   | 1 min 09 s 62 | + 2 s 82  |
| 10   | Jackie Stewart       | BRM             | 1 min 10 s 21 | + 3 s 41  |
| 11   | Jacky Ickx           | Cooper-Maserati | 1 min 10 s 89 | + 4 s 09  |
| 12   | Joakim Bonnier       | Cooper-Maserati | 1 min 11 s 03 | + 4 s 23  |
| 13   | Mike Spence          | BRM             | 1 min 11 s 62 | + 4 s 82  |
| 14   | Chris Irwin          | BRM             | 1 min 12 s 40 | + 5 s 60  |
| 15   | Jean-Pierre Beltoise | Matra-Ford      | 1 min 12 s 71 | + 5 s 91  |
| 16   | Guy Ligier           | Brabham-Repco   | 1 min 14 s 03 | + 7 s 23  |
| 17   | Jack Brabham         | Brabham-Repco   | 1 min 21 s 60 | + 14 s 80 |

### Deuxième séance qualificative -samedi 30 septembre

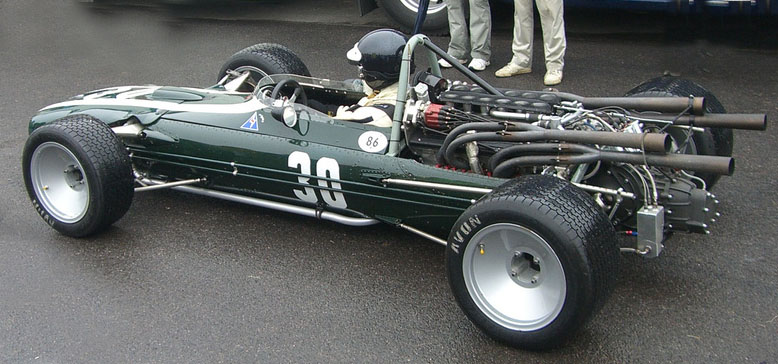
La Cooper T86, dont le comportement déplait à Jochen Rindt, sera finalement confiée à Jacky Ickx.

Malgré le froid, la deuxième session va se dérouler dans de bonnes conditions, sur piste sèche, avec toutefois quelques nuages menaçants. Rindt a repris le volant de la Cooper la plus récente mais il n'en apprécie pas le comportement, notamment au niveau du freinage, et choisit finalement d'utiliser la monoplace de Jacky Ickx pour le reste du week-end. Les essais vont mal se dérouler pour McLaren : alors qu'il entame une série de tours rapides, une défaillance soudaine du différentiel va provoquer un surrégime du V12 BRM, l'aiguille du compte-tours grimpant jusqu'à 12800 tr/min au lieu des 10000 autorisés ! Le pilote-constructeur ne pourra donc pas confirmer sa belle performance de la veille. Clark s'entraîne tout d'abord sur la voiture de Solana, avec laquelle il parvient à dépasser les 200 km/h de moyenne. Il reprend ensuite la sienne et améliore son temps d'une demi-seconde, réalisant 201,7 km/h au tour. Peu en forme la veille (il avait voyagé de nuit depuis la Californie), Dan Gurney se met en évidence sur son Eagle, se montrant le meilleur derrière Clark et Hill, avant que la pompe à huile ne casse, endommageant son V12 et mettant un terme à ses essais. Brabham, qui dispose d'un moteur neuf ne lui donnant pas entière satisfaction, échouera à un dixième de seconde de Gurney et sera devancé par Amon, qui égale presque le temps de l'Américain. Disposant d'une seconde d'avance sur tous ses adversaires, Clark pense être inaccessible et tourne désormais en conditions de course, réservoir plein, optimisant ses réglages pour le lendemain. À la surprise générale, à cinq minutes de la fin, Hill fait sensation en tournant à 203,5 km/h de moyenne, battant de plus d'une demi-seconde son coéquipier qui, avec sa monoplace lestée de carburant, n'est pas en mesure de répliquer. Les deux hommes se partageront la première ligne, devant Gurney et Amon. En lutte pour le titre mondial, Brabham et Hulme s'élanceront de la troisième ligne. Ayant enfin pu disposer de la troisième Lotus, Solana a réalisé le septième temps, devançant Rindt.

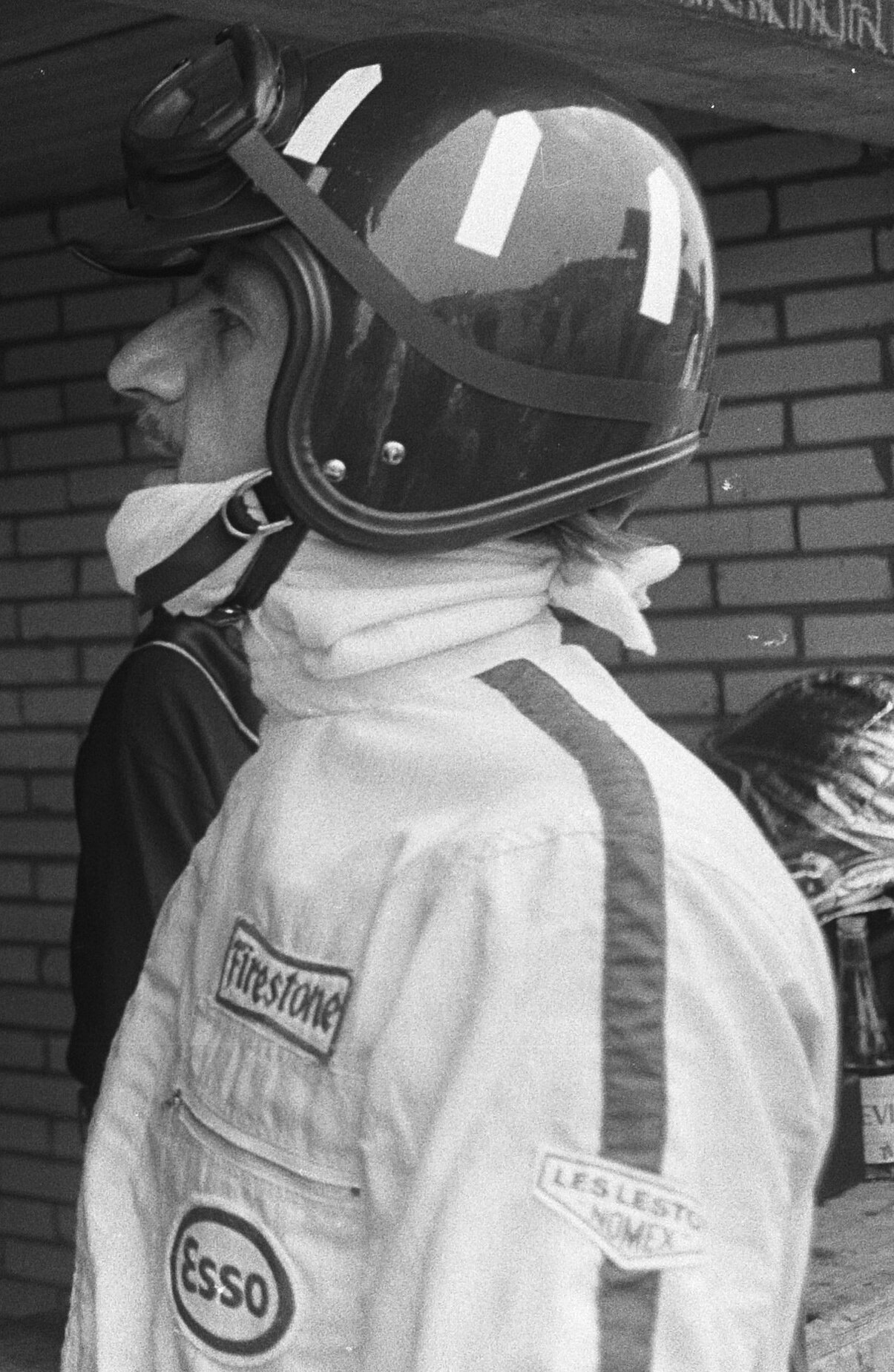
Graham Hill, auteur d'un temps époustouflant lors des essais du samedi.

| Pos. | Pilote               | Écurie          | Temps         | Écart    |
| ---- | -------------------- | --------------- | ------------- | -------- |
| 1    | Graham Hill          | Lotus-Ford      | 1 min 05 s 48 |          |
| 2    | Jim Clark            | Lotus-Ford      | 1 min 06 s 07 | + 0 s 59 |
| 3    | Dan Gurney           | Eagle-Weslake   | 1 min 06 s 64 | + 1 s 16 |
| 4    | Chris Amon           | Ferrari         | 1 min 06 s 65 | + 1 s 17 |
| 5    | Jack Brabham         | Brabham-Repco   | 1 min 06 s 73 | + 1 s 25 |
| 6    | Denny Hulme          | Brabham-Repco   | 1 min 07 s 45 | + 1 s 97 |
| 7    | Moisés Solana        | Lotus-Ford      | 1 min 07 s 88 | + 2 s 40 |
| 8    | Jochen Rindt         | Cooper-Maserati | 1 min 07 s 99 | + 2 s 51 |
| 9    | Jackie Stewart       | BRM             | 1 min 08 s 09 | + 2 s 61 |
| 10   | John Surtees         | Honda           | 1 min 08 s 13 | + 2 s 65 |
| 11   | Joseph Siffert       | Cooper-Maserati | 1 min 08 s 25 | + 2 s 77 |
| 12   | Mike Spence          | BRM             | 1 min 09 s 01 | + 3 s 53 |
| 13   | Bruce McLaren        | McLaren-BRM     | 1 min 09 s 60 | + 4 s 12 |
| 14   | Chris Irwin          | BRM             | 1 min 09 s 64 | + 4 s 16 |
| 15   | Joakim Bonnier       | Cooper-Maserati | 1 min 09 s 78 | + 4 s 30 |
| 16   | Jacky Ickx           | Cooper-Maserati | 1 min 09 s 94 | + 4 s 46 |
| 17   | Guy Ligier           | Brabham-Repco   | 1 min 11 s 32 | + 5 s 84 |
| 18   | Jean-Pierre Beltoise | Matra-Ford      | 1 min 12 s 05 | + 6 s 57 |

### Tableau final des qualifications
| Pos. | Pilote               | Écurie          | Temps         | Écart    | Commentaire               |
| ---- | -------------------- | --------------- | ------------- | -------- | ------------------------- |
| 1    | Graham Hill          | Lotus-Ford      | 1 min 05 s 48 |          | temps réalisé le samedi   |
| 2    | Jim Clark            | Lotus-Ford      | 1 min 06 s 07 | + 0 s 59 | temps réalisé le samedi   |
| 3    | Dan Gurney           | Eagle-Weslake   | 1 min 06 s 64 | + 1 s 16 | temps réalisé le samedi   |
| 4    | Chris Amon           | Ferrari         | 1 min 06 s 65 | + 1 s 17 | temps réalisé le samedi   |
| 5    | Jack Brabham         | Brabham-Repco   | 1 min 06 s 73 | + 1 s 25 | temps réalisé le samedi   |
| 6    | Denny Hulme          | Brabham-Repco   | 1 min 07 s 45 | + 1 s 97 | temps réalisé le samedi   |
| 7    | Moisés Solana        | Lotus-Ford      | 1 min 07 s 88 | + 2 s 40 | temps réalisé le samedi   |
| 8    | Jochen Rindt         | Cooper-Maserati | 1 min 07 s 99 | + 2 s 51 | temps réalisé le samedi   |
| 9    | Bruce McLaren        | McLaren-BRM     | 1 min 08 s 05 | + 2 s 57 | temps réalisé le vendredi |
| 10   | Jackie Stewart       | BRM             | 1 min 08 s 09 | + 2 s 61 | temps réalisé le samedi   |
| 11   | John Surtees         | Honda           | 1 min 08 s 13 | + 2 s 65 | temps réalisé le samedi   |
| 12   | Joseph Siffert       | Cooper-Maserati | 1 min 08 s 25 | + 2 s 77 | temps réalisé le samedi   |
| 13   | Mike Spence          | BRM             | 1 min 09 s 01 | + 3 s 53 | temps réalisé le samedi   |
| 14   | Chris Irwin          | BRM             | 1 min 09 s 64 | + 4 s 16 | temps réalisé le samedi   |
| 15   | Joakim Bonnier       | Cooper-Maserati | 1 min 09 s 78 | + 4 s 30 | temps réalisé le samedi   |
| 16   | Jacky Ickx           | Cooper-Maserati | 1 min 09 s 94 | + 4 s 46 | temps réalisé le samedi   |
| 17   | Guy Ligier           | Brabham-Repco   | 1 min 11 s 32 | + 5 s 84 | temps réalisé le samedi   |
| 18   | Jean-Pierre Beltoise | Matra-Ford      | 1 min 12 s 05 | + 6 s 57 | temps réalisé le samedi   |

## Grille de départ
| 1re ligne |                              | Pos. 2                       |                              | Pos. 1                       |
|           |                              | Clark Lotus 1 min 06 s 07    |                              | G. Hill Lotus 1 min 05 s 48  |
| 2e ligne  | Pos. 4                       |                              | Pos. 3                       |                              |
|           | Amon Ferrari 1 min 06 s 65   |                              | Gurney Eagle 1 min 06 s 64   |                              |
| 3e ligne  |                              | Pos. 6                       |                              | Pos. 5                       |
|           |                              | Hulme Brabham 1 min 07 s 45  |                              | Brabham 1 min 06 s 73        |
| 4e ligne  | Pos. 8                       |                              | Pos. 7                       |                              |
|           | Rindt Cooper 1 min 07 s 99   |                              | Solana Lotus 1 min 07 s 88   |                              |
| 5e ligne  |                              | Pos. 10                      |                              | Pos. 9                       |
|           |                              | Stewart BRM 1 min 08 s 09    |                              | McLaren 1 min 08 s 05        |
| 6e ligne  | Pos. 12                      |                              | Pos. 11                      |                              |
|           | Siffert Cooper 1 min 08 s 25 |                              | Surtees Honda 1 min 08 s 13  |                              |
| 7e ligne  |                              | Pos. 14                      |                              | Pos. 13                      |
|           |                              | Irwin BRM 1 min 09 s 64      |                              | Spence BRM 1 min 09 s 01     |
| 8e ligne  | Pos. 16                      |                              | Pos. 15                      |                              |
|           | Ickx Cooper 1 min 09 s 94    |                              | Bonnier Cooper 1 min 09 s 78 |                              |
| 9e ligne  |                              | Pos. 18                      |                              | Pos. 17                      |
|           |                              | Beltoise Matra 1 min 12 s 05 |                              | Ligier Brabham 1 min 11 s 32 |

## Déroulement de la course

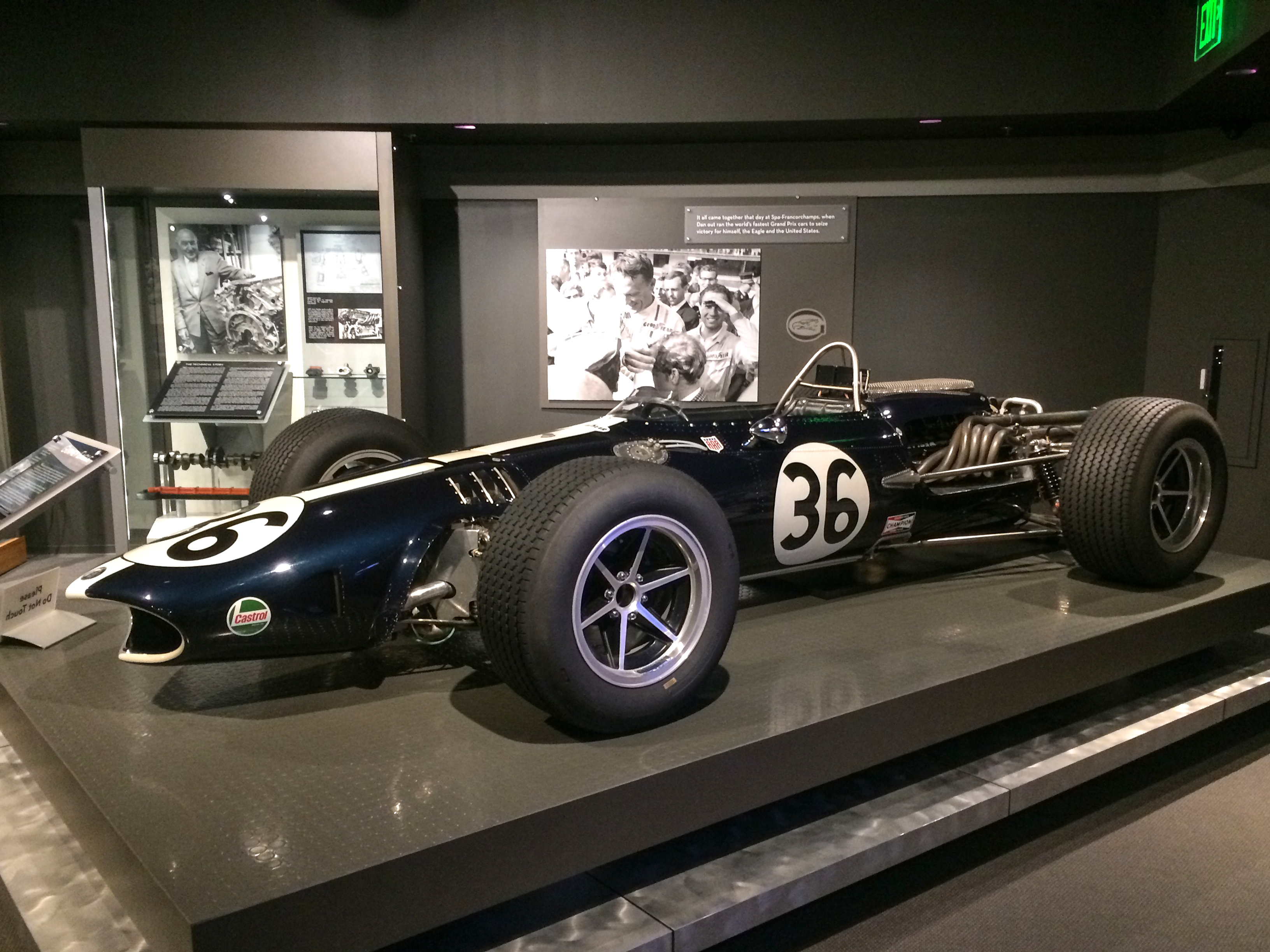
L'Eagle T1G de Dan Gurney. Le pilote californien a animé le début de course avant qu'un problème de suspension ne le contraigne à l'abandon.

La journée du dimanche est chaude et ensoleillée. Le départ du Grand Prix est donné à quatorze heures, devant quatre-vingt mille spectateurs. Les deux Lotus de Graham Hill et Jim Clark sont les mieux placées et prennent d'emblée l'avantage, suivies de l'Eagle de Dan Gurney et de la Brabham du champion du monde. Hill repasse le premier devant les stands, avec quelques longueurs d'avance sur Clark et Gurney. Non loin derrière suit le reste du peloton, emmené par Jack Brabham. Au cours du deuxième tour, Gurney déborde Clark, le groupe de chasse restant groupé, les onze premiers se tenant en moins de quatre secondes. Le moteur de la Cooper de Jacky Ickx fume de façon inquiétante et le jeune espoir belge doit bientôt regagner son stand dont il repartira sérieusement attardé. Sur la troisième Lotus, Moisés Solana s'immobilise soudain sur le bas-côté, moteur coupé. Les mécaniciens de l'équipe interviendront sur place et après quarante minutes d'arrêt le pilote mexicain parviendra à reprendre la piste mais n'effectuera que quelques kilomètres avant que son allumage  ne soit totalement hors d'usage. Hill mène toujours devant Gurney et Clark. Après avoir doublé la Ferrari de Chris Amon, puis Denny Hulme dépasse son coéquipier Brabham et vient talonner le trio de tête. Gurney, dont le moteur commence à fumer légèrement, ne parvient pas à menacer Hill et au huitième tour Clark lui reprend la deuxième place. Les deux Lotus vont dès lors rouler de concert, avec environ une seconde d'avance sur Gurney et Hulme. Une seconde plus loin, Amon a rattrapé Brabham et ne tarde pas à le dépasser pour le gain de la cinquième place. Le pilote australien est maintenant menacé par John Surtees, onzième au départ, qui effectue un très beau début de course au volant de sa Honda et qui a successivement débordé la Cooper de Jochen Rindt, puis celle de Joseph Siffert, la BRM de Jackie Stewart et la McLaren du pilote-constructeur néo-zélandais. Brabham cède à son tour et Surtees, désormais sixième, s'apprête à attaquer la Ferrari d'Amon lorsque le V12 japonais commence à avoir des ratés. L'ex-motard s'arrête alors à son stand, dont il repartira en quatorzième position, avec un retard de près de cinquante secondes sur les hommes de tête. Le problème n'est cependant pas réglé et Surtees va devoir s'arrêter une nouvelle fois, ses mécaniciens intervenant près de trois minutes avant que l'allumage ne fonctionne correctement. Hill occupe toujours le commandement de la course devant son coéquipier Clark, qui ne cherche pas à l'attaquer. Malgré l'inquiétante fumée dégagée par son moteur, Gurney reste au contact des deux pilotes britanniques et possède deux secondes d'avance sur Hulme et Amon, qui se disputent la quatrième place. Brabham vient un peu plus loin, maintenant débarrassé de la pression de McLaren, qui a dérapé sur une tâche d'huile et escaladé une bordure, endommageant une conduite d'eau de sa monoplace. Il a perdu plusieurs places et va renoncer peu après, son moteur commençant à chauffer anormalement. Amon est à ce moment l'un des plus rapides en piste et, au vingt-et-unième tour, déborde l'Eagle et s'empare de la troisième place. Toujours cinquième, Hulme précède de deux secondes son coéquipier Brabham. Siffert et Stewart, en lutte pour la septième place, ont alors déjà près d'une demi-minute de retard. Gurney a des problèmes de tenue de route et se fait rapidement distancer par Amon : un élément de suspension s'est rompu et le pilote américain regagne son stand à la fin du vingt-cinquième tour et abandonne. Peu avant, Stewart, en difficulté avec ses freins, a fait une embardée dans l'herbe. Reparti avec un radiateur encrassé et des cailloux dans les éléments de suspension, il doit regagner son stand pour un nettoyage complet et en ressortira très attardé. Hill et Clark roulent groupés, Amon dans leur sillage, tandis que Hulme, dont le moteur a perdu de sa puissance, a désormais une dizaine de secondes de retard. Brabham suit à quelque distance, loin devant Siffert et Rindt. Au cours du trentième tour, les leaders s'apprêtent à dépasser Bonnier, alors neuvième. Ce dernier s'écarte pour laisser la place aux deux Lotus, mais n'a pas vu Amon et se rabat devant lui, gênant le pilote Ferrari qui l'évite en mordant la bordure et perd un temps précieux qu'il ne parviendra pas à regagner. Au tiers de la course, Hill et Clark sont toujours roues dans roues, Amon venant six secondes plus loin. Hulme et Brabham sont relégués à plus de vingt secondes. Rindt vient d'abandonner, un piston ayant lâché, laissant Siffert isolé en sixième position, le pilote suisse étant sur le point d'être rejoint par les hommes de tête.
Hill vient d'élever le record de la piste à 198,4 km/h de moyenne quand, au cours du quarante-et-unième tour, son embrayage se met à patiner ; Clark déborde aussitôt son coéquipier et prend la tête, sans toutefois creuser l'écart sur la voiture-sœur. Malgré les ennuis de la deuxième Lotus, Amon ne reprend pas un pouce de terrain et va de plus être gêné par Surtees, qui bien que très attardé, ne lui laisse pas facilement le passage. À la mi-course la situation reste pratiquement inchangée, une seconde et demie séparant les deux pilotes Lotus qui caracolent en tête, la Ferrari ayant désormais huit secondes de retard. Les écarts se stabilisent jusqu'au soixante-quatrième tour, quand Hill commence à éprouver de sérieuse difficultés à sélectionner ses vitesses. À la fin du tour suivant, il reste quelques instants bloqué au point mort et Amon en profite pour s'emparer de la deuxième place, au moment où Hill parvient à relancer sa machine, se lançant à la poursuite de la Ferrari. Peu après, la tenue de route de sa monoplace se dégradant, Brabham s'arrête à son stand, où l'on constate que son pneu arrière gauche s'est lentement dégonflé, entraînant une usure anormale de l'avant gauche. Le changement des deux roues va faire perdre plusieurs minutes à l'Australien, qui reprendra la piste en huitième position. Surmontant les problèmes technique de sa machine, Hill parvient à revenir sur Amon, améliorant le record du circuit en tournant à 201 km/h de moyenne. Au soixante-seizième tour, il double Amon et retrouve la deuxième place. Le pilote anglais creuse immédiatement l'écart sur la Ferrari et porte le record de la piste à près de 202 km/h. Mais au cours quatre-vingt-quatrième tour il se retrouve à nouveau bloqué au point mort durant quelques secondes et ne peut empêcher Amon de repasser devant lui. Alerté par la baisse de pression d'huile de son V8, il préfère alors assurer sa troisième place et ne tente pas de rattraper la voiture italienne. Clark possède alors quatorze secondes d'avance et sa victoire semble assurée. L'explosion du moteur de la Ferrari, au cours du quatre-vingt-seizième tour, va d'ailleurs mettre fin aux derniers espoirs de la Scuderia. Avec plus d'un tour d'avance sur la Brabham de Hulme, les Lotus sont hors de portée de leurs adversaires. Mais alors qu'il ne reste plus que deux tours et demi à parcourir, un point d'attache de la suspension arrière droite de la voiture de tête cède dans la ligne droite opposée au stand, provoquant un violent écart de trajectoire. Hulme et Brabham, qui venaient une nouvelle fois d'être rattrapés par Clark, font des gestes désespérés pour lui signaler le problème. Tout en négociant le virage à droite suivant, le pilote écossais jette un œil sur l'arrière de sa monoplace et adapte immédiatement son allure, abordant désormais très lentement les courbes à gauche, espérant que sa monoplace résistera deux tours encore. Hill, dont le retard dépassait la demi-minute, revient rapidement sur son coéquipier malgré un moteur à bout de souffle. Clark se traîne jusqu'à la ligne d'arrivée, conservant six secondes d'avance sur son coéquipier, les Lotus réalisant le doublé. Bien qu'achevant sa course en roue libre, à court de carburant, Hulme se classe troisième à un tour et conforte ses chances de remporter le championnat, son patron et adversaire Brabham terminant attardé à la cinquième place. Quatrième sur sa Cooper, Siffert s'est une nouvelle fois montré le meilleur des pilotes privés. Bonnier, qui était reparti en dernière position après un long arrêt pour faire remplacer sa roue AR gauche dont le moyeu était cassé, a dépassé la Matra de Jean-Pierre Beltoise à deux tours de la fin, prenant la sixième place.

### Classements intermédiaires
Classements intermédiaires des monoplaces aux premier, deuxième, quatrième, cinquième, huitième, dixième, douzième, quinzième, vingtième, vingt-cinquième, trentième, quarantième, cinquantième, soixantième, soixante-dixième, quatre-vingtième, quatre-vingt-dixième et centième tours,.

### Classement de la course

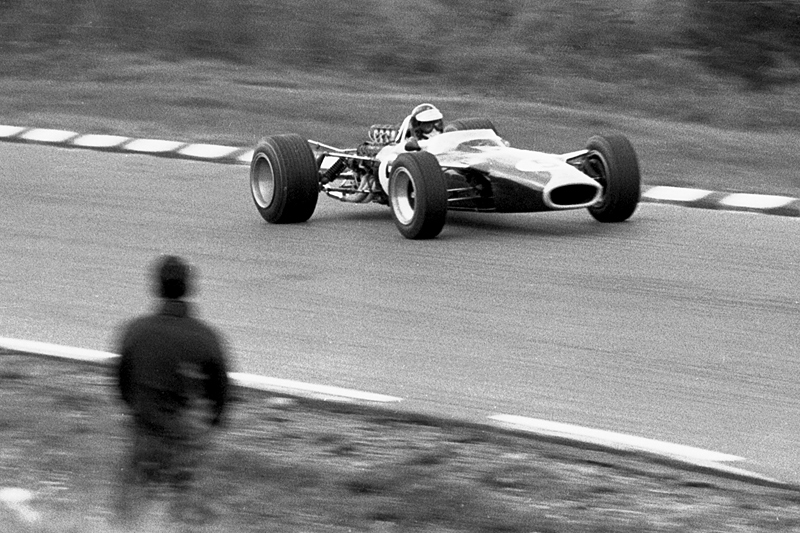
Jim Clark, sur Lotus 49, remporte pour la troisième fois le Grand Prix des États-Unis.

| Pos  | N° | Pilote               | Écurie          | Tours | Temps/Abandon                 | Grille | Points |
| ---- | -- | -------------------- | --------------- | ----- | ----------------------------- | ------ | ------ |
| 1    | 5  | Jim Clark            | Lotus-Ford      | 108   | 2 h 03 min 13 s 2             | 2      | 9      |
| 2    | 6  | Graham Hill          | Lotus-Ford      | 108   | 2 h 03 min 19 s 5 (+ 6 s 3)   | 1      | 6      |
| 3    | 2  | Denny Hulme          | Brabham-Repco   | 107   | 2 h 04 min 01 s 0 (+ 1 tour)  | 6      | 4      |
| 4    | 15 | Jo Siffert           | Cooper-Maserati | 106   | 2 h 03 min 59 s 5 (+ 2 tours) | 12     | 3      |
| 5    | 1  | Jack Brabham         | Brabham-Repco   | 104   | 2 h 03 min 41 s 0 (+ 4 tours) | 5      | 2      |
| 6    | 16 | Jo Bonnier           | Cooper-Maserati | 101   | 2 h 04 min 16 s 9 (+ 7 tours) | 15     | 1      |
| 7    | 22 | Jean-Pierre Beltoise | Matra-Ford      | 101   | 2 h 04 min 21 s 5 (+ 7 tours) | 18     |        |
| Abd. | 3  | John Surtees         | Honda           | 96    | Alternateur                   | 11     |        |
| Abd. | 9  | Chris Amon           | Ferrari         | 95    | Moteur                        | 4      |        |
| Abd. | 7  | Jackie Stewart       | BRM             | 72    | Injection                     | 10     |        |
| Abd. | 21 | Jacky Ickx           | Cooper-Maserati | 45    | Surchauffe moteur             | 16     |        |
| Abd. | 19 | Guy Ligier           | Brabham-Repco   | 43    | Moteur                        | 17     |        |
| Abd. | 17 | Chris Irwin          | BRM             | 41    | Moteur                        | 14     |        |
| Abd. | 8  | Mike Spence          | BRM             | 35    | Moteur                        | 13     |        |
| Abd. | 4  | Jochen Rindt         | Cooper-Maserati | 33    | Piston                        | 8      |        |
| Abd. | 11 | Dan Gurney           | Eagle-Weslake   | 24    | Suspension arrière            | 3      |        |
| Abd. | 14 | Bruce McLaren        | McLaren-BRM     | 16    | Fuite d'eau                   | 9      |        |
| Abd. | 18 | Moisés Solana        | Lotus-Ford      | 7     | Allumage                      | 7      |        |

Légende :
- Abd.=Abandon

### Pole position et record du tour
- Pole position :  Graham Hill (Lotus) en 1 min 05 s 48 (vitesse moyenne : 203,476 km/h). Temps réalisé lors de la séance d'essais du samedi 30 septembre[18].
- Meilleur tour en course :  Graham Hill (Lotus) en 1 min 06 s 00 (vitesse moyenne : 201,873 km/h) au quatre-vingt-unième tour.

#### Évolution du meilleur tour en course
Le meilleur tour fut amélioré vingt-trois fois au cours de l'épreuve.

### Tours en tête
- Graham Hill : 40 tours (1-40)
- Jim Clark : 68 tours (41-108)

## Classement général à l'issue de la course
- Attribution des points : 9, 6, 4, 3, 2, 1 respectivement aux six premiers de chaque épreuve.
- Pour la coupe des constructeurs, même barème et seule la voiture la mieux classée de chaque équipe inscrit des points.
- Le championnat est divisé en deux demi-saisons, seuls les cinq meilleurs résultats (sur six épreuves) étant retenus pour la première et les quatre meilleurs (sur cinq épreuves) pour la deuxième[18].

| Pos. | Pilote              | Écurie  | Points | AFS | MON | NL | BEL | FRA | GBR | 1re ½ saison | ALL | CAN | ITA | USA | MEX | 2e ½ saison |
| ---- | ------------------- | ------- | ------ | --- | --- | -- | --- | --- | --- | ------------ | --- | --- | --- | --- | --- | ----------- |
| 1    | Denny Hulme         | Brabham | 47     | 3   | 9   | 4  | -   | 6   | 6   | 28           | 9   | 6   | -   | 4   |     | 19          |
| 2    | Jack Brabham        | Brabham | 42     | 1   | -   | 6  | -   | 9   | 3   | 19           | 6   | 9   | 6   | 2   |     | 23          |
| 3    | Jim Clark           | Lotus   | 32     | -   | -   | 9  | 1   | -   | 9   | 19           | -   | -   | 4   | 9   |     | 13          |
| 4    | Chris Amon          | Ferrari | 20     | -   | 4   | 3  | 4   | -   | 4   | 15           | 4   | 1   | -   | -   |     | 5           |
| 5    | John Surtees        | Honda   | 17     | 4   | -   | -  | -   | -   | 1   | 5            | 3   | -   | 9   | -   |     | 12          |
| 6    | Graham Hill         | Lotus   | 15     | -   | 6   | -  | -   | -   | -   | 6            | -   | 3   | -   | 6   |     | 9           |
| 7    | Pedro Rodríguez     | Cooper  | 14     | 9   | 2   | -  | -   | 1   | 2   | 14           | -   | -   | -   | -   |     | -           |
| 8    | Dan Gurney          | Eagle   | 13     | -   | -   | -  | 9   | -   | -   | 9            | -   | 4   | -   | -   |     | 4           |
| 9    | Jackie Stewart      | BRM     | 10     | -   | -   | -  | 6   | 4   | -   | 10           | -   | -   | -   | -   |     | -           |
| 10   | Mike Spence         | BRM     | 7      | -   | 1   | -  | 2   | -   | -   | 3            | -   | 2   | 2   | -   |     | 4           |
| 11   | John Love           | Cooper  | 6      | 6   | -   | -  | -   | -   | -   | 6            | -   | -   | -   | -   |     | -           |
|      | Jochen Rindt        | Cooper  | 6      | -   | -   | -  | 3   | -   | -   | 3            | -   | -   | 3   | -   |     | 3           |
|      | Joseph Siffert      | Cooper  | 6      | -   | -   | -  | -   | 3   | -   | 3            | -   | -   | -   | 3   |     | 3           |
| 14   | Bruce McLaren       | McLaren | 3      | -   | 3   | -  | -   | -   | -   | 3            | -   | -   | -   | -   |     | -           |
|      | Joakim Bonnier      | Cooper  | 3      | -   | -   | -  | -   | -   | -   | -            | 2   | -   | -   | 1   |     | 3           |
| 16   | Bob Anderson        | Brabham | 2      | 2   | -   | -  | -   | -   | -   | 2            | -   | -   | -   | -   |     | -           |
|      | Mike Parkes         | Ferrari | 2      | -   | -   | 2  | -   | -   | -   | 2            | -   | -   | -   | -   |     | -           |
|      | Chris Irwin         | BRM     | 2      | -   | -   | -  | -   | 2   | -   | 2            | -   | -   | -   | -   |     | -           |
| 19   | Ludovico Scarfiotti | Ferrari | 1      | -   | -   | 1  | -   | -   | -   | 1            | -   | -   | -   | -   |     | -           |
|      | Guy Ligier          | Brabham | 1      | -   | -   | -  | -   | -   | -   | -            | 1   | -   | -   | -   |     | 1           |
|      | Jacky Ickx          | Cooper  | 1      | -   | -   | -  | -   | -   | -   | -            | -   | -   | 1   | -   |     | 1           |

| Pos. | Écurie          | Points | AFS | MON | NL | BEL | FRA | GBR | 1re ½ saison | ALL | CAN | ITA | USA | MEX | 2e ½ saison |
| ---- | --------------- | ------ | --- | --- | -- | --- | --- | --- | ------------ | --- | --- | --- | --- | --- | ----------- |
| 1    | Brabham-Repco   | 61     | 3   | 9   | 6  | -   | 9   | 6   | 33           | 9   | 9   | 6   | 4   |     | 28          |
| 2    | Lotus-Ford      | 35     | -   | -   | 9  | 1   | -   | 9   | 19           | -   | 3   | 4   | 9   |     | 16          |
| 3    | Cooper-Maserati | 27     | 9   | 2   | -  | 3   | 3   | 2   | 19           | 2   | -   | 3   | 3   |     | 8           |
| 4    | Ferrari         | 20     | -   | 4   | 3  | 4   | -   | 4   | 15           | 4   | 1   | -   | -   |     | 5           |
| 5    | Honda           | 17     | 4   | -   | -  | -   | -   | 1   | 5            | 3   | -   | 9   | -   |     | 12          |
| 6    | BRM             | 15     | -   | 1   | -  | 6   | 4   | -   | 11           | -   | 2   | 2   | -   |     | 4           |
| 7    | Eagle-Weslake   | 13     | -   | -   | -  | 9   | -   | -   | 9            | -   | 4   | -   | -   |     | 4           |
| 8    | Cooper-Climax   | 6      | 6   | -   | -  | -   | -   | -   | 6            | -   | -   | -   | -   |     | -           |
|      | Lotus-BRM       | 6      | -   | 6   | -  | -   | -   | -   | 6            | -   | -   | -   | -   |     | -           |
| 10   | McLaren-BRM     | 3      | -   | 3   | -  | -   | -   | -   | 3            | -   | -   | -   | -   |     | -           |
| 11   | Brabham-Climax  | 2      | 2   | -   | -  | -   | -   | -   | 2            | -   | -   | -   | -   |     | -           |

## À noter
- 23e victoire en championnat du monde pour Jim Clark.
- 28e victoire en championnat du monde pour Lotus en tant que constructeur.
- 3e victoire en championnat du monde pour Ford en tant que motoriste.